# Josimar Rodrigues Souza Roberto
Josimar Rodrigues Souza Roberto (født 16. august 1987) er en brasiliansk fodboldspiller.